# Amt Brück
Amt Brück är ett administrativt kommunalförbund (i brandenburgsk förvaltningsrätt: Amt), beläget i centrala delen av Landkreis Potsdam-Mittelmark i förbundslandet Brandenburg i Tyskland. Amtet bildades 1992 och sköter kommunala uppgifter åt de ingående kommunerna.
De ingående kommunerna är staden Brück, som är säte för administrationen, samt kommunerna Borkheide, Borkwalde, Golzow, Linthe och Planebruch, med en sammanlagd befolkning på 11 095 invånare (2020).

## Befolkning
- Befolkningsutveckling sedan 1875 inom nuvarande kommungränser.
- Aktuella befolkningsutveckling (blå linje) och prognoser.

| År   | Invånare |
| ---- | -------- |
| 1875 | 6 521    |
| 1890 | 6 918    |
| 1910 | 7 239    |
| 1925 | 7 640    |
| 1933 | 8 312    |
| 1939 | 8 677    |
| 1946 | 13 492   |
| 1950 | 12 326   |
| 1964 | 10 255   |
| 1971 | 10 022   |

| År   | Invånare |
| ---- | -------- |
| 1981 | 9 288    |
| 1985 | 9 452    |
| 1989 | 9 249    |
| 1990 | 9 098    |
| 1991 | 9 041    |
| 1992 | 9 021    |
| 1993 | 9 085    |
| 1994 | 9 665    |
| 1995 | 10 234   |
| 1996 | 10 640   |

| År   | Invånare |
| ---- | -------- |
| 1997 | 10 760   |
| 1998 | 10 866   |
| 1999 | 10 868   |
| 2000 | 10 795   |
| 2001 | 10 803   |
| 2002 | 10 697   |
| 2003 | 10 749   |
| 2004 | 10 783   |
| 2005 | 10 770   |
| 2006 | 10 674   |

| År   | Invånare |
| ---- | -------- |
| 2007 | 10 602   |
| 2008 | 10 513   |
| 2009 | 10 430   |
| 2010 | 10 400   |
| 2011 | 10 351   |
| 2012 | 10 293   |
| 2013 | 10 290   |
| 2014 | 10 384   |
| 2015 | 10 792   |
| 2016 | 10 671   |

| År   | Invånare |
| ---- | -------- |
| 2017 | 10 750   |
| 2018 | 10 955   |
| 2019 | 10 836   |
| 2020 | 11 035   |

Detaljerade källor anges i Wikimedia Commons..